# 旧莱索皮托
旧莱索皮托（法語：Les Hôpitaux-Vieux，法語發音：[le.z‿opito vjø]）是法国杜省的一个市镇，位于该省南部，与新莱索皮托相邻，属于蓬塔利耶区。

## 地理
旧莱索皮托（46°47'22"N, 6°22'0"E）面积14.21 平方千米，位于法国勃艮第-弗朗什-孔泰大區杜省，该省份为法国东部内陆省份，北起上索恩省，西接汝拉省，东部及东南部与瑞士接壤，东北部与贝尔福地区省接壤。
与旧莱索皮托接壤的市镇（或旧市镇、城区）包括：拉克吕斯和米茹、蒙佩勒、图永和卢特莱、茹涅、新莱索皮托。

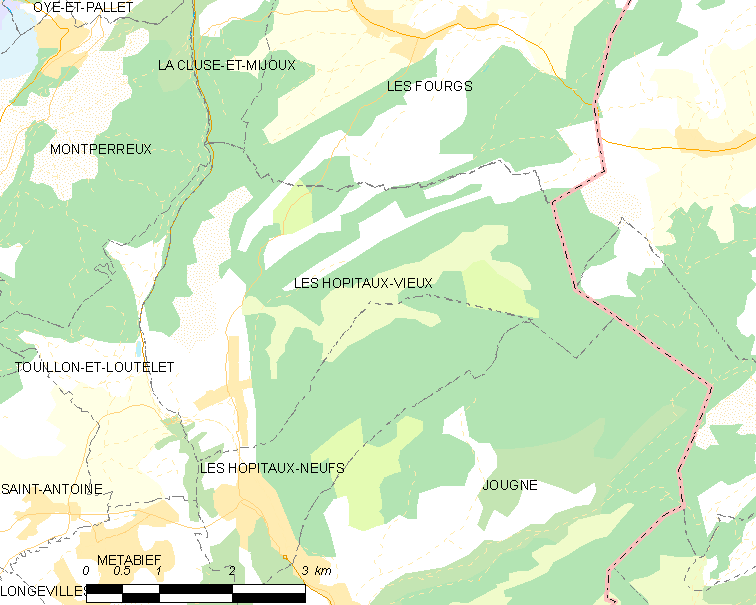
旧莱索皮托的OSM定位图

旧莱索皮托的时区为UTC+01:00、UTC+02:00（夏令时）。

## 行政
旧莱索皮托的邮政编码为25370，INSEE市镇编码为25308。

## 政治
旧莱索皮托所属的省级选区为弗拉讷县。

## 人口

1962-2008年间旧莱索皮托人口变化图示

旧莱索皮托于2022年1月1日时的人口数量为463人。